# Petrakia echinata
Petrakia echinata är en svampart som först beskrevs av Peglion, och fick sitt nu gällande namn av Syd. & P. Syd. 1913. Petrakia echinata ingår i släktet Petrakia, divisionen sporsäcksvampar och riket svampar.   Inga underarter finns listade i Catalogue of Life.